# Nicki Clyne
Nicki Clyne (Vancouver, 11 februari 1983) is een Canadese actrice.

## Biografie
Clyne speelde kleine rollen in televisieseries als Dark Angel, Smallville en The Twilight Zone. Vanaf 2003 speelde ze Cally Tyrol in de sciencefictionserie Battlestar Galactica, the miniseries en het vervolg Battlestar Galactica, the reimagining series, tot ze in 2008 uit de serie verdween. In 2009 werkte ze mee als stemactrice aan de animatiefilm Godkiller.